# Diecezja Sikasso
Diecezja Sikasso – diecezja rzymskokatolicka w Mali. Powstała w 1947 jako apostolska prefektura. Podniesiona do rangi diecezji w 1963.

## Biskupi ordynariusze
- Ordynariusze
  - Bp Robert Cissé (od 2023)
  - Bp Jean-Baptiste Tiama (1999–2020)
  - Bp Jean-Baptiste Maria Cissé (1976 – 1996)
  - Bp Didier Pérouse de Montclos, M. Afr. (1963 – 1976)
- Prefekci apostolscy
  - Bp Didier Pérouse de Montclos, M. Afr. (1947 – 1963)